# 平石貴樹
平石 貴樹（ひらいし たかき、1948年10月28日 - ）は、日本のアメリカ文学者、小説家、翻訳家。東京大学名誉教授。
元日本アメリカ文学会会長。北海道函館市生まれ。

## 略歴
- 北海道函館で小学校入学まで過ごす。その後は東京で育つ。
- 1971年6月　東京大学文学部卒業（英語英米文学専修課程）
- 1974年3月　東京大学大学院人文科学研究科英語英文学専門課程修士課程修了
- 1979年4月　工学院大学専任講師
- 1981年4月　武蔵大学人文学部助教授
- 1983年4月　東京大学教養学部助教授
- 1986年4月　東京大学文学部助教授
- 1994年6月　東京大学文学部教授
- 1995年4月　東京大学大学院人文社会系研究科教授
- 2013年　同定年退任、名誉教授

## 活動
専攻はウィリアム・フォークナー。1983年、「虹のカマクーラ」ですばる文学賞受賞。
以来、小説家としても活動し、主に推理小説を発表している。

## 著作

### 小説

#### 「更科ニッキ」シリーズ
- 『笑ってジグソー、殺してパズル』（集英社 1984年8月 / 創元推理文庫 2002年5月）
- 『だれもがポオを愛していた』（集英社 1985年11月 / 創元推理文庫 1997年8月）
- 『スラム・ダンク・マーダー その他』（創元クライム・クラブ 1997年2月）
  - 収録作品：「だれの指紋か知ってるもん」「スラム・ダンク・マーダー」「木更津のむかしは知らず」「エピローグ」

#### 「山崎千鶴」シリーズ
- 『サロメの夢は血の夢』（南雲堂 2002年4月 / 光文社文庫 2020年7月）
- 『スノーバウンド＠札幌連続殺人』（南雲堂 2006年11月 / 光文社文庫 2023年2月）

#### 「松谷警部」シリーズ
- 『松谷警部と目黒の雨』（創元推理文庫 2013年9月）
- 『松谷警部と三鷹の石』（創元推理文庫 2014年7月）
- 『松谷警部と三ノ輪の鏡』（創元推理文庫 2015年6月）
- 『松谷警部と向島の血』（創元推理文庫 2016年9月）

#### 「函館物語」シリーズ
- 『潮首岬に郭公の鳴く』（光文社 2019年10月 / 光文社文庫 2022年10月）
- 『立待岬の鷗が見ていた』（光文社 2020年7月 / 光文社文庫 2023年7月）
- 『葛登志岬の雁よ、雁たちよ』（光文社 2021年7月）
- 『室蘭地球岬のフィナーレ』（光文社 2024年6月）

#### その他の作品
- 『虹のカマクーラ』（集英社 1984年4月）
- 『フィリップ・マーロウよりも孤独』（講談社 1986年3月）

### 研究書
- 『ジャパンラッグエッジインサイイツー』（金星堂 1986年12月）
- 『メランコリックデザイン - フォークナー初期作品の構想』（南雲堂 1993年4月）
- 『小説における作者のふるまい - フォークナー的方法の研究』（松柏社 2003年5月）
- 『しみじみ読むアメリカ文学』（松柏社 2007年6月）
- 『アメリカ文学史』（松柏社 2010年11月）

### エッセイ
- 『一丁目一番地の謎』（松柏社 2019年6月）

### 翻訳
- 『おうちにかえろう』（ロア・シーガル、冨山房 1996年3月）
- 『ワン!ダフル ペットが語るやさしい生き方ヒント』（ビル・ジマーマン、冨山房 1996年11月）
- 『ハーンの轍の中で』（ジョージ・ヒューズ、玉井暲共訳、研究社 2002年10月）
- 『響きと怒り』上・下（ウィリアム・フォークナー、新納卓也共訳、岩波文庫 2007年1月）
- 『ヴァージニアン』（オーエン・ウィスター、松柏社 2007年7月）

## 参考サイト
- 東京大学文学部年報